# 特拉特纳赫河畔霍夫基兴
特拉特纳赫河畔霍夫基兴是奥地利上奥地利州格里斯基尔兴县的一个市镇。总面积18平方公里，总人口1478人，人口密度82.1人/平方公里（2005年）。